# موسى نجيب موسى
موسى نجيب موسى معوض (مواليد 17 يوليو 1971) هو قاص وروائي مصري. له العديد من المؤلفات المختصة بالخدمة الاجتماعية والسلوكيات، كما نشر بعض الكتب الخاصة بالأطفال.

## دراسته
حصل على بكالوريوس الخدمة الاجتماعية من كلية الخدمة الاجتماعية في جامعة القاهرة عام 1993، وأتم دبلوم الدراسات العليا في سياسات وعلوم السكان بقسم الاجتماع في كلية الآداب بجامعة المنيا عام 1994، ودبلوم الدراسات العليا في الخدمة الاجتماعية تخصص رعاية الشباب في كلية الخدمة الاجتماعية بجامعة حلوان عام 1997. حصل بعد ذلك على درجة الماجستير من قسم خدمة الفرد في كلية الخدمة الاجتماعية بجامعة حلوان عام 2003 وكانت أطروحته بعنوان «أساليب المعاملة الوالدية للأطفال الموهوبين»، وهي دراسة مطبقة على إدارة رعاية الموهوبين بمركز سوزان مبارك الاستكشافي للعلوم. حصل علي درجة الدكتوراه – قسم طرق الخدمة الاجتماعية – كلية الخدمة الاجتماعية – جامعة الفيوم  2011 بامتياز مع مرتبة الشرف الأولي وكانت الرسالة بعنوان (العلاقة بين ممارسة خدمة الفرد والتأهيل الاجتماعي لأسرة سجين الأخذ بالثأر بعد الإفراج عنه).

.

## مؤلفاته

### كتب
- «حكايات الزمن البريء»، الجمعية المصرية لرعاية المواهب، القاهرة، 1994[1]
- «أجنحة البوح»، جماعة الجيل الجديد، القاهرة، 2000[1]
- «إنهم يكتبون النهر»، نادى أدب مطاي، 2001[1]
- «وحدي احتفي بمماتي»، فرع ثقافة المنيا، 2001[1]
- «السمكة الحائرة»، الهيئة العامة لقصور الثقافة، 2005، اتحاد الكتاب العرب، دمشق، 2007[1]
- «قلب الطاهرة»، دار العين للطباعة والنشر، القاهرة، 2008[5]
- «الطفل الموهوب»، دار الوراق للنشر والتوزيع، الأردن، 2010[6]
- «لحم البنات»، دار مير، الإسكندرية، 2010[7]
- «شهد الغواية»، دار أوراق للنشر والتوزيع، القاهرة، 2010[6]
- «سر الاعتراف»، دار وعد للنشر والتوزيع، 2012[6]
- «مشكلات الأطفال: المرض والعلاج»، دار غراب للطبع والنشر، 2012[6]
- «حور ملاك»، عن دار نشر الكلمة نغم، 2013[6]
- «القاضي العادل»، دار أصالة للنشر والتوزيع، لبنان، 2013[6]
- «رسائل الحب»، دار مير، الإسكندرية، 2014[6]
- «الاضطرابات السلوكية»، مركز الكتاب الأكاديمي، 2016[8]
- «المشكلات السلوكية للأطفال»، مركز الكتاب الأكاديمي، 2016[9]
- «دليل الأسرة لتمنية قدرات طفل الروضة»، مركز الكتاب الأكاديمي، 2016[10][11]
- «التأهيل الاجتماعي لأسر المسجونين»، مركز الكتاب الأكاديمي، 2016[12][13]
- «أساليب المعاملة الوالدية للأطفال الموهوبين»، 2019[3][14]
- «اعتزال بائعة الهوى»، دار بدائل للطبع والنشر والتوزيع، 2019[15]
- «الزواج المبكر: دراسة تحليلية في اتجاهات فتيات الريف نحو الزواج المبكر»، مركز الكتاب الأكاديمي، 2020[16][17]
- «مشمش والبحيرة»، أصالة للطباعة والنشر والتوزيع، 2020[18][19]
- مجموعة قصصية للأطفال بعنوان (سنابل الأمل) - المركز القومي لثقافة الطفل- وزارة الثقافة - 2020[20]
- كتاب أكاديمي بعنوان (الموهبة والإبداع عند ذوي الاحتياجات الخاصة)  - دار مكتبة الصفاء  (ناشرون وموزعون) - أبوظبي – الإمارات العربية المتحدة -2020
- كتاب أكاديمي بعنوان (المشكلات السلوكية للأطفال دليل الآباء والمعلمين) - دار ميم  للنشر والتوزيع - مصر-2021.
- كتاب أكاديمي بعنوان (الطفل التوحدي من الفهم إلى محالاوت العلاج) - دار ميم  للنشر والتوزيع - مصر-2021.
- مجموعة قصصية  بعنوان (مراسم استقبال) - دار ميم  للنشر والتوزيع - مصر-2021.
- مسرحية للأطفال بعنوان (وجه كريم) -  دار ميم للنشر والتوزيع - مصر-2021.
- مجموعة قصصية للأطفال بعنوان (لمن تكون السمكة؟) – دار بيان للنشر والتوزيع – إنجلترا - 2021

### أبحاث
- «أساليب المعاملة الوالدية للأطفال الموهوبين: دراسة مطبقة على إدارة رعاية الموهوبين بمركز سوزان مبارك الاستكشافى للعلوم»، جامعة حلوان، 2003[21]
- «العلاقة بين ممارسة خدمة الفرد والتأهيل الاجتماعى لأسرة سجين الأخذ بالثأر بعد الإفراج عنه»، جامعة الفيوم، 2011[22]
- دور المبادرات المجتمعية في تنمية قيم المواطنة  لدي  عينة من الطلاب المعوقين حركيا بالمرحلة الثانوية   [23]
- المشكلات  الاجتماعية والنفسية المترتبة على  تعذيب  الأسرى  الفلسطينيين في السجون الإسرائيلية وتصور مقترح من منظور الخدمة الاجتماعية لمواجهتها (دراسة مطبقة على الأسرى المحررين بالضفة الغربية)

## الجوائز
- المركز الأول، مسابقة القصة القصيرة، معسكر الشباب بأبي قير بالإسكندرية، 1993
- المركز الأول، مسابقة القصة القصيرة، الجمعية المصرية لرعاية المواهب بالقاهرة، 1994
- المركز الثاني، المسابقة الإبداعية للقادة، القصة القصيرة، المجلس الأعلى للشباب والرياضة، 1997
- جائزة تشجيعية في مجال التأليف المسرحي في المسابقة الإبداعية للقادة، المجلس الأعلى للشباب والرياضة، 1998
- المركز الرابع، مسابقة القصة القصيرة للشباب والعمال، الهيئة العامة لقصور الثقافة، 2000
- المركز الرابع، مسابقة القصة القصيرة، جماعة الأدب العربي بالإسكندرية، 2001
- المركز الرابع، مسابقة القصة القصيرة، جماعة الأدب العربي بالإسكندرية، 2002
- المركز الرابع، مسابقة القصة القصيرة، إقليم وسط وجنوب الصعيد الثقافي، 2002
- المركز الثاني، المسابقة المحلية، فرع ثقافة المنيا، القصة القصيرة، 2002
- المركز الأول، مسابقة القصة القصيرة، متحف الدكتور طه حسين (مركز رامتان الثقافي)، 2003
- المركز الأول، مسابقة الأديب صلاح هلال حنفي، قصر ثقافة نعمان عاشور، ميت غمر، محافظة الدقهلية، 2003
- المركز الرابع، مسابقة قصة الطفل للشباب والعمال، الهيئة العامة لقصور الثقافة، 2003
- المركز السادس، مسابقة قصة الطفل، مجلة النصر العسكرية، 2003
- المركز الرابع، مسابقة إحسان عبد القدوس للقصة القصيرة، 2004
- المركز الأول، مسابقة القصة القصيرة، منتدى سنابس الإلكتروني، 2004
- جائزة تشجيعية وشهادة تقدير خاصة في مسابقة مؤسسة أخبار اليوم الصحفية«كتاب اليوم» للقصة القصيرة والرواية، 2006
- المركز الأول، مسابقة القصة القصيرة، موقع ستيديو أكتور الإلكتروني السعودي، 2007
- المركز الثاني، مسابقة جمعية المرصد الثقافي والحضاري، 2007، عن مجموعة «قال العراف»
- جائزة الإبداع، مسابقة ناجى نعمان الأدبية العالمية، لبنان، 2007، عن المجموعة القصصية «قلب الطاهرة»
- جائزة أفضل إبداع، مسابقة دار مير للنشر والطبع، 2009، عن مجموعة «شهر زاد لم تنم بعد»
- المركز الأول، مسابقة موقع شباب الخير، 2009، عن قصة «حلم طفل»
- المركز الثالث، مسابقة منتدى نبع العواطف الأدبية، 2010، عن قصة «المقدسة»
- المركز الأول، مهرجان القلم الحر، 2011، عن قصة «قلب الطاهرة»
- المركز  الثالث والدرع البرونزي، مسابقة القصة القصيرة جدا، نادي القصة بأسيوط، دورة المبدع نعيم الأسيوطي، 2012
- المركز الثاني والدرع الفضي، مسابقة نجيب محفوظ للقصة القصيرة، مسابقة موقع الكلمة نغم، 2012